# Venă labială inferioară
Vena labială inferioară este vena care colectează sângele de la buza inferioară.

## Imagini suplimentare

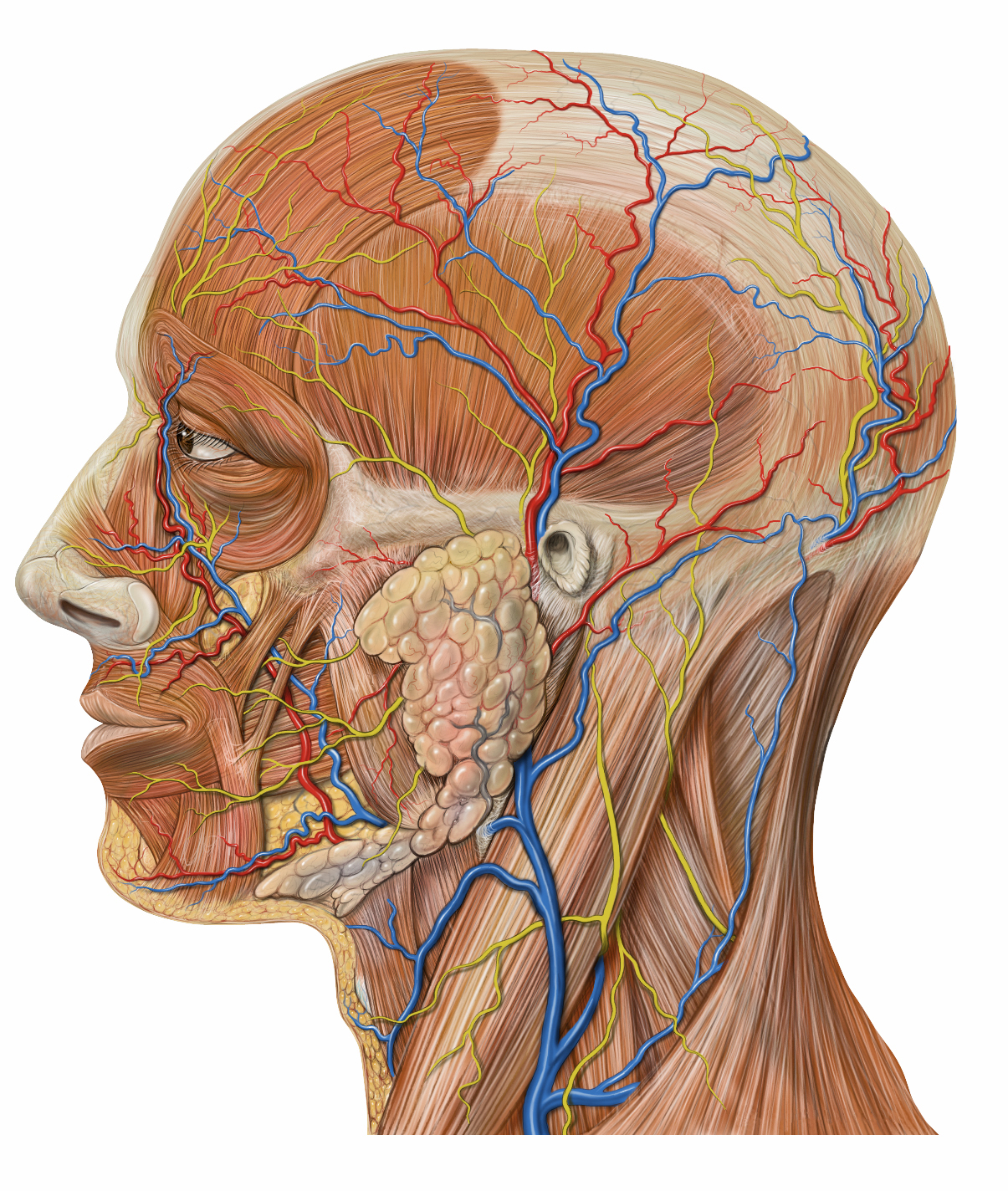
Detaliu anatomie cap lateral
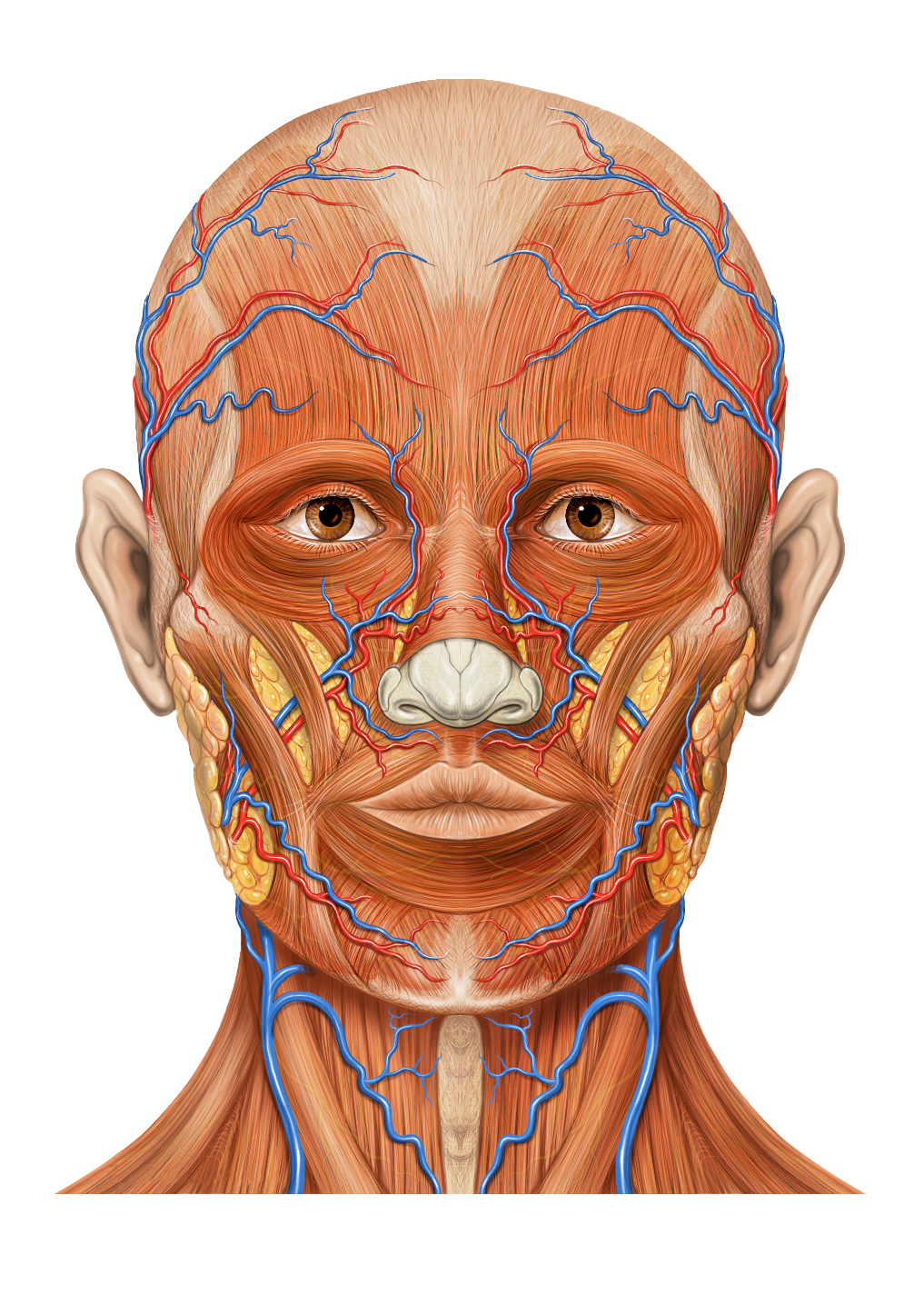
Anatomia capului vedere anterioară

## Vezi și
- venă labială superioară
- buză
- arteră labială anterioară